# Seven Men from Now
Seven Men from Now is een Amerikaanse western uit 1956 onder regie van Budd Boetticher. In Nederland werd de film destijds uitgebracht onder de titel De zeven bandieten van Silver Springs.

## Verhaal
De ex-sheriff Ben Stride maakt jacht op zeven bandieten, die verantwoordelijk zijn voor de dood van zijn vrouw. Hij helpt intussen een stel dat op weg is van Kansas naar Californië. Hij gaat ook de confrontatie aan met twee vrijbuiters.

## Rolverdeling
| Acteur         | Personage         |
| -------------- | ----------------- |
| Randolph Scott | Ben Stride        |
| Gail Russell   | Annie Greer       |
| Lee Marvin     | Bill Masters      |
| Walter Reed    | John Greer        |
| John Larch     | Payte Bodeen      |
| Don Barry      | Clete             |
| Fred Graham    | Handlanger        |
| John Beradino  | Clint             |
| John Phillips  | Jed               |
| Chuck Roberson | Mason             |
| Stuart Whitman | Luitenant Collins |
| Pamela Duncan  | Señorita Nellie   |
| Steve Mitchell | Fowler            |
| Cliff Lyons    | Handlanger        |
| Fred Sherman   | Goudzoeker        |